# Mannō (Kagawa)
Mannō (まんのう町 Mannō-chō?) es un pueblo localizado en la prefectura de Kagawa, Japón. En junio de 2021 tenía una población estimada de 17,439 habitantes y una densidad de población de 89.68 por km² . Su área total es de 194,45 km². 

## Geografía

### Localidades circundantes
- Prefectura de Kagawa
  - Ayagawa
  - Kotohira
  - Marugame
  - Mitoyo
  - Takamatsu
  - Zentsūji
- Prefectura de Tokushima
  - Higashimiyoshi
  - Mima
  - Miyoshi

## Demografía
Según los datos del censo japonés, esta es la población de Mannō en los últimos años.
| 1995   | 2000   | 2005   | 2010   | 2015   | 2021   |
| ------ | ------ | ------ | ------ | ------ | ------ |
| 21.756 | 20.969 | 19.896 | 19.087 | 18.377 | 17,439 |